# حماقت‌خانه آلمایر
حماقت‌خانهٔ آلمایر (به انگلیسی: Almayer's Folly) نخستین رمان جوزف کنراد، نویسندهٔ اهل انگلستان است. این اثر توسط حسن افشار به فارسی ترجمه شده است.